# Kaufhaus Ebert

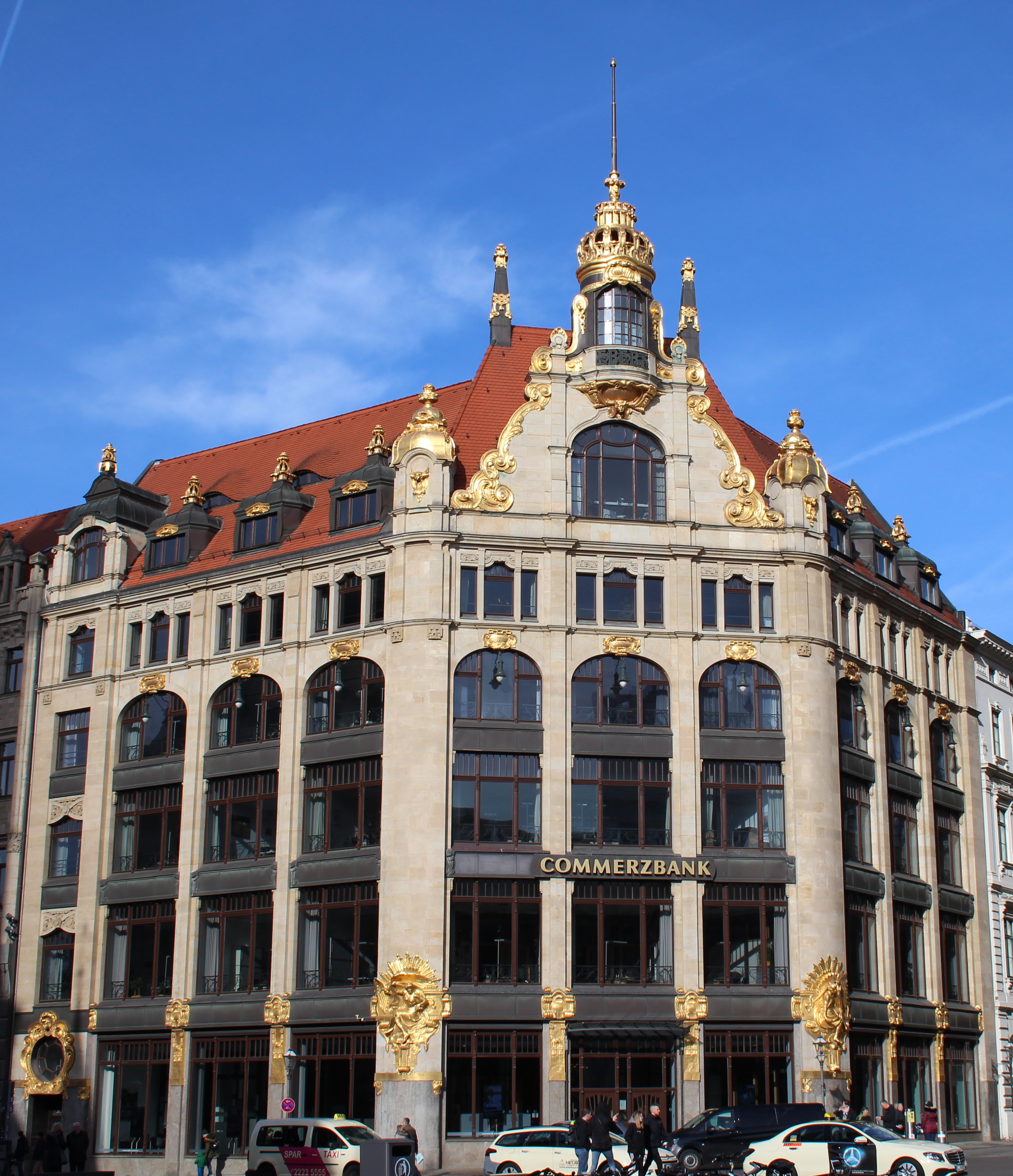
Die Hauptfassade (2020)

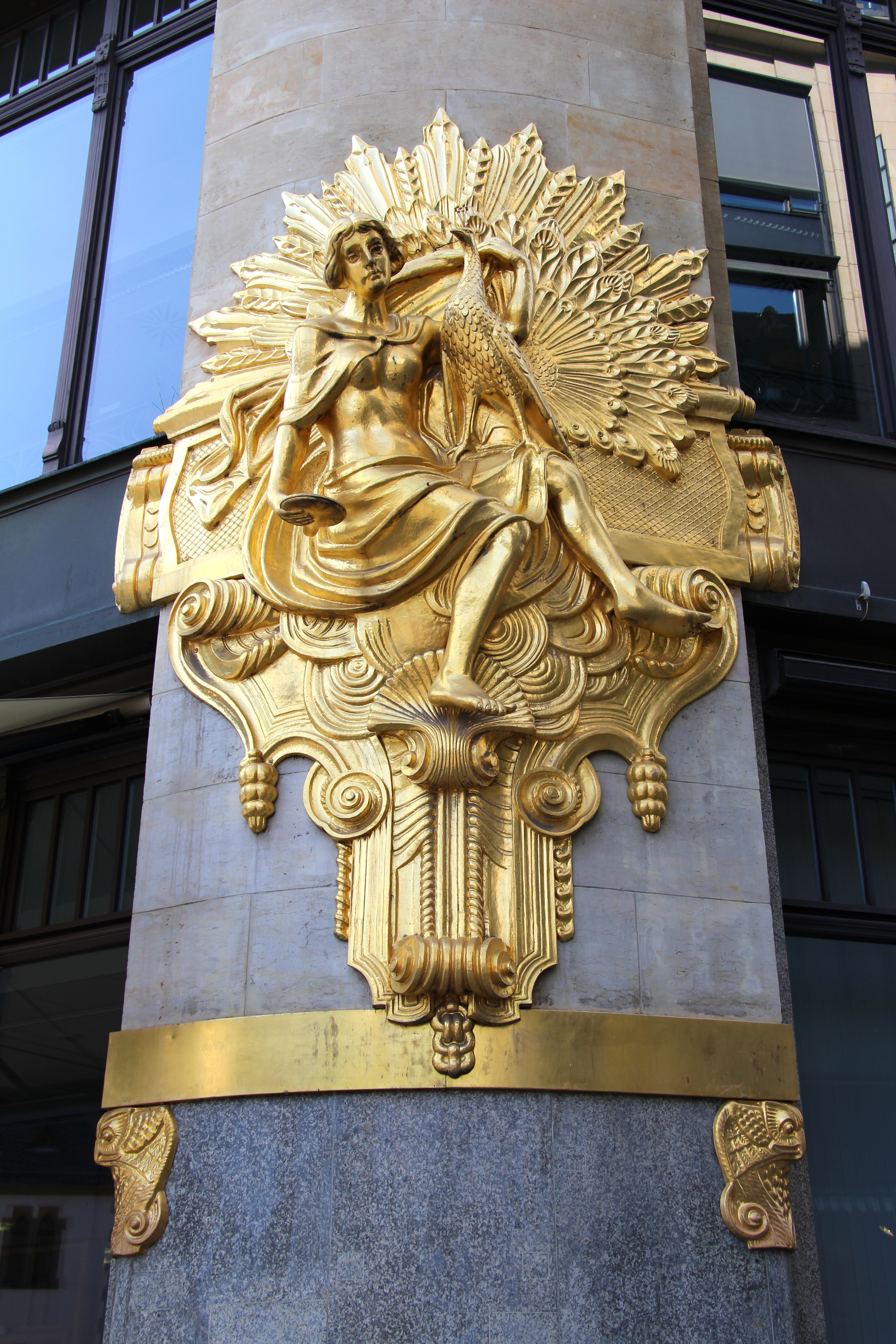
Die Allegorie der Eitelkeit

Das Kaufhaus Ebert ist ein ehemaliges Kaufhaus in der Leipziger Innenstadt. Es ist ein bedeutendes Beispiel des Jugendstils in Leipzig und steht unter Denkmalschutz.

## Lage und Architektur
Das Gebäude steht unmittelbar am Thomaskirchhof an der Ecke zur Klostergasse.
Bemerkenswert ist die große Anzahl vergoldeter Fassadenelemente – dieser reiche Goldschmuck ist für ein Geschäftshaus in Mitteldeutschland einmalig. Es besteht aus drei nahezu gleich großen vertikalisierten Fassadensegmenten. Das mittlere, welches als verbrochene Ecke errichtet wurde, dient als Schaufassade. An dieser befindet sich der von zwei großen Allegorien flankierte Eingang zum Gebäude. Die Allegorien stellen die zwei „weiblichen“ Todsünden Eitelkeit (Superbia) und Luxuria (Genusssucht) dar. Gekrönt wird die Schaufassade von einem großen Giebel mit vergoldeten Voluten. Seitlich befinden sich zwei gedrungene Ecktürmchen, die eine Verbindung zu den Seitenfassaden herstellen. Auf dem Giebel sitzt ein Turmerker, dessen oberen Abschluss eine reich gegliederte ebenfalls vergoldete Turmkrone bildet. An diesem Gebäudeteil wird deutlich, dass es sich nicht um ein reines Jugendstilbauwerk handelt, sondern auch Elemente des Neobarock verwendet wurden. Unterhalb des Turmfensters befindet sich eine gusseiserne Schrift mit dem Namen des Kaufmanns und Bauherrn Franz Ebert (1858–1922). Das Dach bestimmen geschmückte Gauben und im Mittelteil zwei Obelisken.
Die Treppenhausverglasung stammt von Karl-Heinz Traut aus dem Jahre 1992.

## Geschichte
Das Gebäude entstand von 1902 bis 1904 auf der Fläche des Leipziger Amtshauses. Das Leipziger Architekturbüro Schmidt & Johlige legte dabei auf Wunsch des Bauherrn Franz Ebert großen Wert auf die elegante Gestaltung des Äußeren und die optimale Anpassung des Innenraums für ein Kaufhaus für hochwertige Damenbekleidung. Dazu gehörte auch eine ursprünglich vorgesehene Vergoldung der Zierelemente. Diese wurde aber damals nicht ausgeführt, und so prägte das Gebäude über Jahrzehnte ein durch die kupferverkleideten Teile grün patiniertes Äußeres. Das Gebäude besitzt eine Nutzfläche von 3000 Quadratmetern.
In den 1930er/40er Jahren war es eines der Indanthren-Häuser der I.G. Farben. Im Zweiten Weltkrieg wurden die zwei großen Allegorien als Metallspende demontiert, und 1949 übernahm es der Konsum Leipzig und führte es als Kaufhaus Fortschritt. Später war es von 1984 bis 1990 Herberge des Modehaus Topas. Seit 1990 befindet sich eine Filiale der Commerzbank in dem Gebäude. In den Jahren 1995/96 wurde das Gebäude saniert, die zwei abmontierten Allegorien wieder ergänzt und die Zierelemente vergoldet. Dies war eine Auflage des Denkmalschutzes.

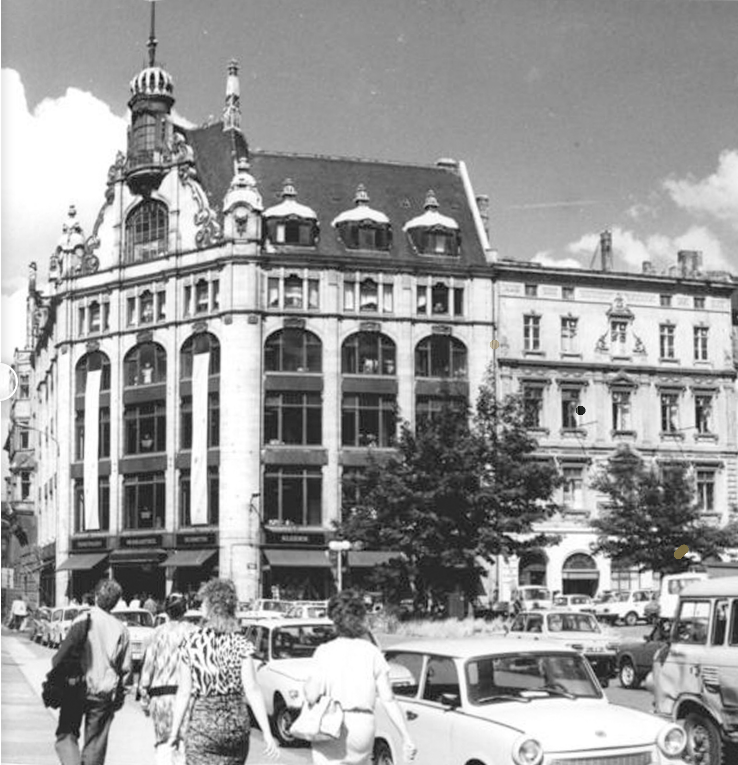
Gebäude im September 1989
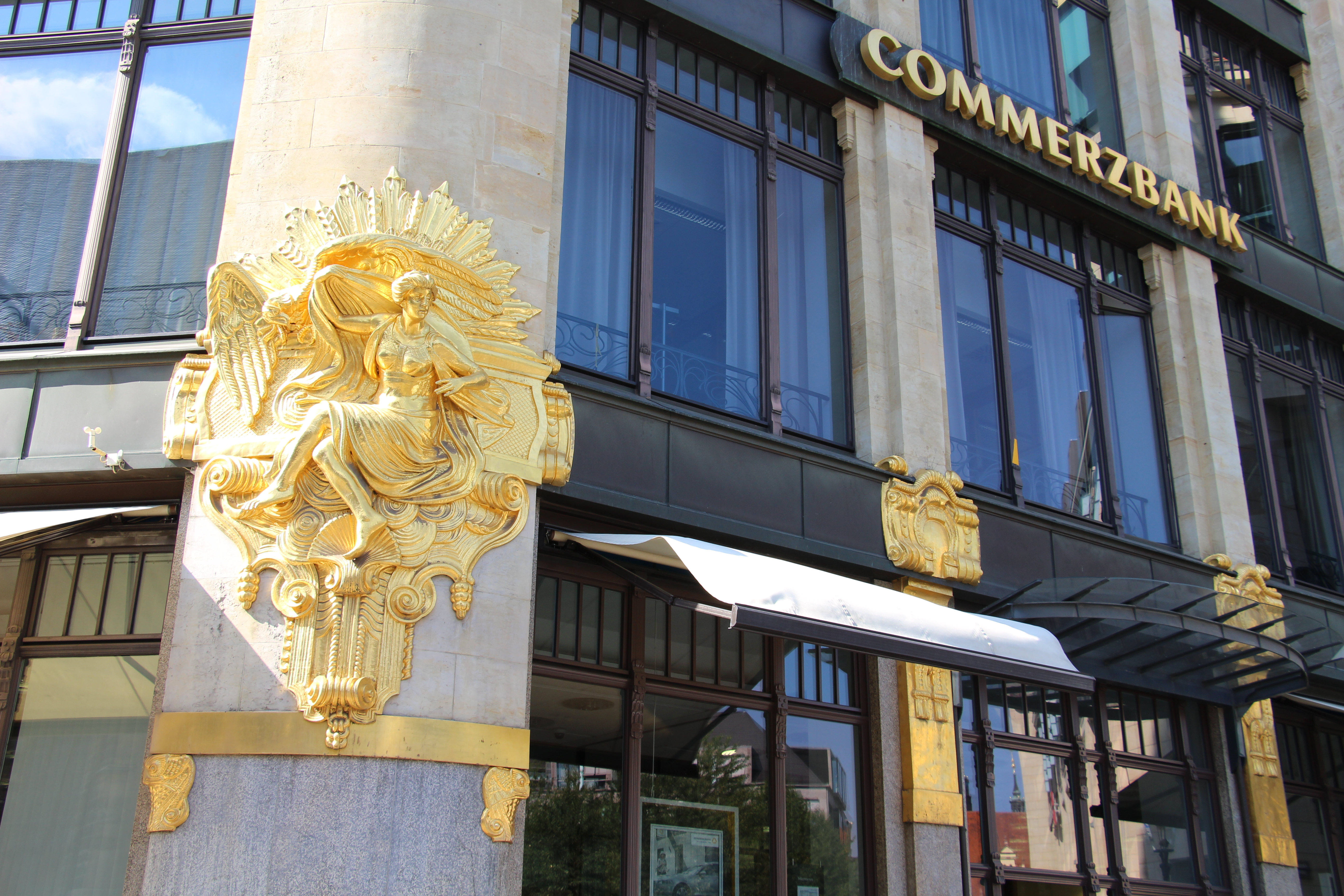
Die Genusssucht
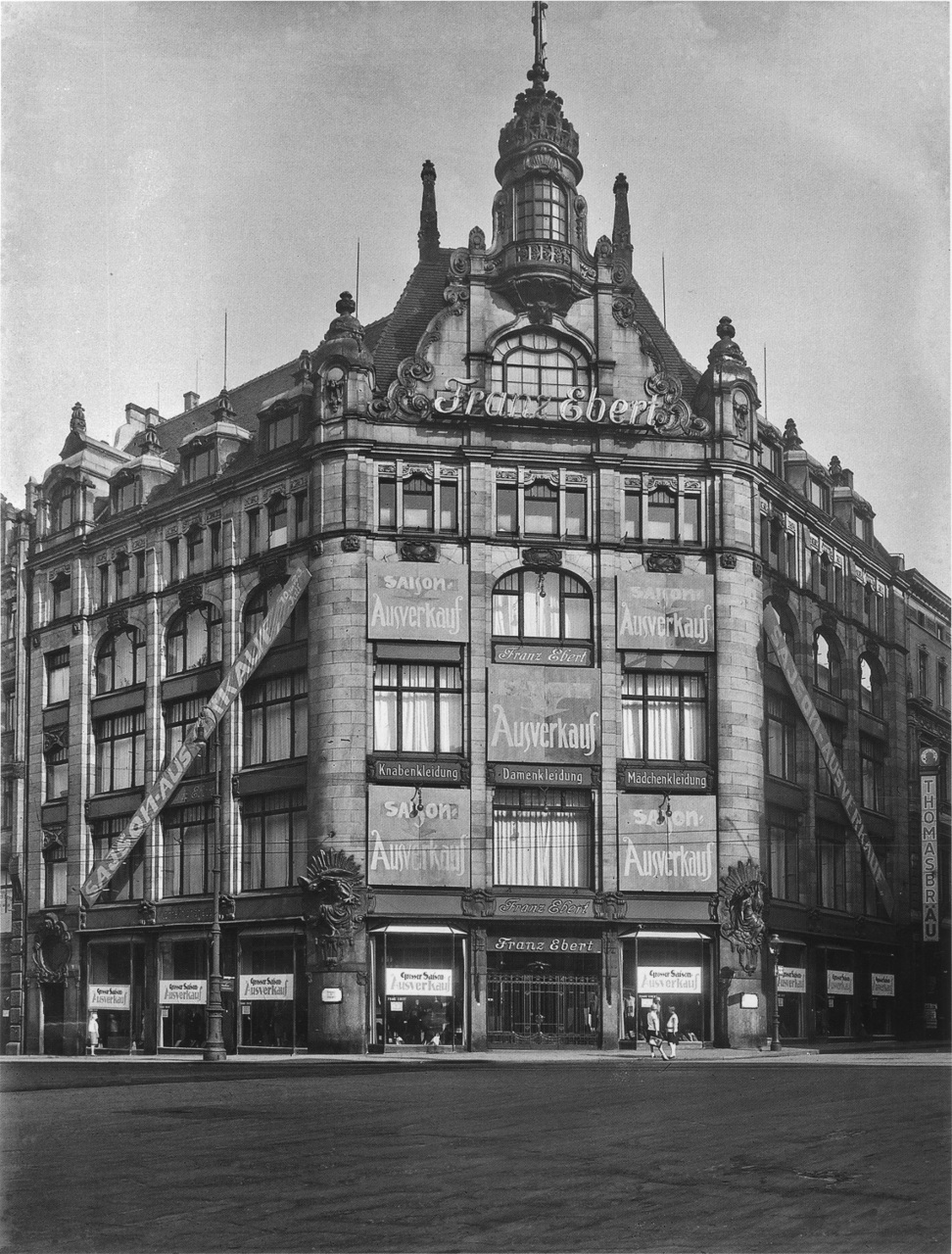
Das Kaufhaus um 1920